# Rolls-Royce T406
Il Rolls-Royce T406 (designazione aziendale AE 1107C-Liberty) è un motore aeronautico turboelica sviluppato dall'azienda aeronautica britannica Rolls-Royce plc negli anni ottanta.
Equipaggia il convertiplano Bell Boeing V-22 Osprey. L'Osprey è in servizio presso il Corpo dei Marines degli Stati Uniti e presso l'Aeronautica Militare degli Stati Uniti.

## Storia del progetto
In seguito alla definizione del programma JVX (Joint Vertical-lift Experimental) avviato nel dicembre del 1981 per la fornitura di un convertiplano per la US Navy e la US Army, venne indetta una gara per la fornitura dei motori che, nell'autunno del 1985, si concretizzò nelle offerte di tre compagnie. Di queste, due (Pratt & Whitney e General Electric) proposero motori di nuova concezione e bassi consumi mentre la Allison offrì il T406, un motore derivato dal collaudato (ancorché meno evoluto) T56 di consumi più elevati ma di costi di sviluppo, costruzione e gestione inferiori. Alla fine l'offerta della Allison (76,4 milioni di dollari) fu giudicata la più conveniente e gli fu quindi assegnato l'appalto per lo sviluppo dei motori.